# RedBoot
RedBoot (acronomio di Red Hat Embedded Debug and Bootstrap firmware ) è un firmware open source progettato specificamente per avviare e gestire sistemi embedded. E' basato su eCos, un sistema operativo in tempo reale, e utilizza il suo Hardware Abstraction Layer (HAL) per interagire con l'hardware del dispositivo.
E' rilasciato sotto licenza GPL.
RedBoot consente di avviare un sistema tramite una connessione seriale o Ethernet (boot via seriale o boot via rete). Offre funzionalità di debug avanzate,  grazie anche alla sua integrazione con il debugger GDB, permettendo agli sviluppatori di individuare e correggere errori nel software del dispositivo. Mette a disposizione un'interfaccia interattiva a riga di comando, accessibile tramite porta seriale o Ethernet, per consentire la gestione delle immagini flash e la configurazione di RedBoot. Per l'avvio automatico o non presidiato, gli script di avvio possono essere memorizzati in flash, consentendo, ad esempio, il caricamento di immagini da flash, disco rigido o via server TFTP.
Piattaforme supportate
Grazie all'utilizzo di eCos è in grado di gestire un'ampia gamma di architetture e piattaforme target, comprese architetture a 16, 32 e 64 bit, MPU, MCU e DSP.